# Motorola 6800
Motorola 6800 ili M6800 ime je za porodicu 8-bitnih mikroprocesora koje je razvila američka tvrtka Motorola krajem 1974., odmah poslije Intelovog mikroprocesora 8080. Motorola 6800 imao je 78 naredbi, i prvi je mikroprocesor s indeksnim registrom.

## Dizajneri
- Chuck Peddle
- Charlie Melear

## Tehnički podaci
- Takt: 1MHz, 1,5MHz, 2MHz
- Broj tranzistora: 4.000
- Kućište: DIP 40 iglica
- Tehnologija: 6 µm NMOS
- Adresna sabirnica: 16-bita (64Kb)
- Podatkovna sabirnica: 8-bita
- Broj naredbi: 78

## Raspored iglica
| Broj Iglice | Signal        | Vrsta | Opaska |
| ----------- | ------------- | ----- | --- |
| 1           | Vss           |       | Izlaz |
| 2           | Halt          |       | Zaustavi |
| 3           | Phase 1       |       | |
| 4           | D5            |       | |
| 5           | D6            |       | |
| 6           | D7            |       | |
| 7           | D3            |       | |
| 8           | D2            |       | |
| 9           | D1            |       | |
| 10          | D0            |       | |
| 11          | -5 V          | -     | Negativno napajanje -5 V. Ovo napajanje se prvo mora spojiti ili zadnje napajanje koje se otpušta. Inače ako je drugačije, procesor će se oštetiti. |
| 12          | R             | Ulaz  | Reset, prisiljava da se izvršavaju naredbe na adresi 0000h                                                                                          |
| 13          | DMA           | Ulaz  | Zahtjev za izravni pristup memoriji |
| 14          | INT           | Ulaz  | Zahtjev za interrupt |
| 15          | CLC2          | Ulaz  | Druga faza unutrašnjeg sata |
| 16          | ACK INT       | Izlaz | Koristi se za potvrđivanje interupta. |
| 17          | RD            | Izlaz | Signalna igla za čitanje podataka iz memorije ili na ulazu                                                                                          |
| 18          | WR            | Izlaz | Signal za čitanje podataka u memoriju ili na ulazu                                                                                                  |
| 19          | S             | Izlaz | |
| 20          | 5 V           | -     | Napajanje + 5 V |
|             |               |       | |
| 21          | ACK DMA       | Izlaz | Potvrda izravnog pristupa memoriji |
| 22          | CLC1          | Ulaz  | Prva faza unutrašnjeg sata |
| 23          | RDY           | Ulaz  | Čekanje |
| 24          | WAIT          | Izlaz | Wait procesor je u fazi čekanja |
| 25          | A0            | Izlaz | Adresna sabirnica |
| 26          | A1            | Izlaz | Adresna sabirnica |
| 27          | A2            | Izlaz | Adresna sabirnica |
| 28          | 12 V          | -     | Napajanje 12 V |
| 29          | A3            | Izlaz | Adresna sabirnica |
| 30          | A4            | Izlaz | Adresna sabirnica |
| 31          | A5            | Izlaz | Adresna sabirnica |
| 32          | D             | Izlaz | Adresna sabirnica |
| 33          | R/W           | Izlaz | Adresna sabirnica |
| 34          | R/W           | Izlaz | Adresna sabirnica |
| 35          | Not Connected | Izlaz | Adresna sabirnica |
| 36          | DBE           | Izlaz | Adresna sabirnica |
| 37          | Phase 2       | Izlaz | Adresna sabirnica |
| 38          | Not Connected | Izlaz | Adresna sabirnica |
| 39          | TSC           | Izlaz | Adresna sabirnica |
| 40          | Reset         | Izlaz | Adresna sabirnica |

## Vanjske poveznice
- MC6800 aplikacijski priručnik iz 1975 (engleski)  Arhivirana inačica izvorne stranice od 20. prosinca 2010. (Wayback Machine)
- MDOS priručnik za korisnike (engleski)  Arhivirana inačica izvorne stranice od 21. ožujka 2011. (Wayback Machine)
- Motorol Exorciser Emulator  Arhivirana inačica izvorne stranice od 26. ožujka 2009. (Wayback Machine)
- MIKBUG  Arhivirana inačica izvorne stranice od 4. listopada 2012. (Wayback Machine)
- 680x slike i opisi na cpu-collection.de
- Skraćeni opisi naredbi (engleski)[neaktivna poveznica]
- Simulator M6800 u obliku Java appleta (engleski)